# LNB Pro A de 2019–20
A Liga Francesa de Basquetebol de 2019–20 será a 98ª edição da máxima competição francesa de basquetebol masculino, sendo a 32ª edição organizada pela Ligue Nationale de Basket (LNB).
Atualmente a liga recebe patrocínio e namings rights da empresa estadunidense Jeep, passando a denominar-se Jeep Élite.
O campeão na temporada anterior, Lyon-Villeurbanne defende seu título e busca sua vigésima conquista.

## Equipes Participantes
Após o término da época 2018–19, Antibes e Fos Provence  foram rebaixados para a 2ª divisão por ocasião de serem os últimos na tabela, ao mesmo tempo que o campeão da temporada regular da LNB Pro B Roanne  e o campeão dos playoffs de promoção, Orléans foram promovidos para a atual temporada da LNB ProA.
| Equipe               | Localização          | Arena                           | Capacidade |
| -------------------- | -------------------- | ------------------------------- | ---------- |
| Boulazac             | Boulazac             | Le Palio                        | 5.200      |
| Boulogne-Levallois   | Levallois            | Palais des sports Marcel Cerdan | 2.814      |
| Bourg-en-Bresse      | Bourg-en-Bresse      | Ekinox                          | 3.548      |
| Chalon/Saône         | Chalon-sur-Saône     | Le Colisée                      | 5.000      |
| Châlons-Reims        | Reims                | Complexo René-Tys               | 3.000      |
| Cholet Basket        | Cholet               | La Meilleraie                   | 5.191      |
| Dijon                | Dijon                | Palácio de Esportes de Dijon    | 5.000      |
| Gravelines-Dunkerque | Gravelines           | Sportica                        | 3.500      |
| Le Mans              | Le Mans              | Antarès                         | 6.000      |
| Le Portel            | Le Portel            | Le Chaudron                     | 3.500      |
| Limoges              | Limoges              | Beaublanc                       | 6.000      |
| Lyon-Villeurbanne    | Villeurbanne         | Astroballe                      | 5.556      |
| Monaco               | Fontvieille (Mónaco) | Salle Gaston Médecin            | 3.700      |
| Nanterre             | Nanterre             | Palácio de Esportes de Nanterre | 3.000      |
| Orléans              | Orleães              | Palais des Sports               | 3.101      |
| Pau-Lacq-Orthez      | Pau                  | Palácio de Esportes de Pau      | 7.707      |
| Roanne               | Roanne               | Halle André Vacherresse         | 4.989      |
| Strasbourg           | Estrasburgo          | Rhénus Sport                    | 6.200      |

|  |                                               |
|  | Promovidos da LNB Pro B na temporada anterior |

## Formato de Competição
Disputa-se Temporada Regular com as equipes enfrentando-se em casa e fora de casa, apurando os oito melhores que disputam os playoffs e os dois piores classificados são rebaixados para a ProB.

## Primeira Fase

### Calendário Temporada Regular
| Casa\Visitante       | BOU     | BLG     | BRE    | CHA     | REI     | CHO    | DIJ    | GRA    | LEM    | LEP    | LIM     | LYO   | MON    | NAN    | ORL    | PAU    | ROA    | STR    |
| -------------------- | ------- | ------- | ------ | ------- | ------- | ------ | ------ | ------ | ------ | ------ | ------- | ----- | ------ | ------ | ------ | ------ | ------ | ------ |
| Boulazac             |         | 97-101  |        | 70-73   |         |        | 68-78  |        | 78-72  | 80-74  | 84-81   |       | 74-70  | 92-62  | 93-97  | 83-84  |        | 80-86  |
| Boulogne-Levallois   |         |         | 88-78  | 92-88   | 121-115 |        | 64-72  |        |        |        | 108-106 | 76-86 | 80-71  | 101-90 | 93-87  |        | 86-83  |        |
| Bourg-en-Bresse      | 96-72   |         |        | 109-85  |         |        | 73-101 | 89-80  | 86-55  | 94-82  |         | 82-85 |        |        | 90-79  | 84-62  | 83-71  | 80-72  |
| Chalon/Saône         | 71-85   | 90-98   | 64-79  |         | 75-83   | 89-79  | 78-90  |        | 84-83  | 95-84  |         |       | 56-80  | 75-73  |        |        | 85-84  |        |
| Châlons-Reims        | 100-89  |         | 79-81  |         |         |        | 86-88  |        | 78-87  | 97-87  |         | 66-68 | 89-100 | 98-91  | 91-99  | 83-88  | 74-76  |        |
| Cholet Basket        | 94-90   | 74-86   | 88-60  |         | 76-68   |        | 72-85  | 83-65  |        | 80-72  | 90-79   | 80-91 | 71-84  |        | 70-67  |        | 85-59  |        |
| Dijon                | 84-70   |         | 84-70  |         |         | 97-68  |        | 95-76  | 100-74 | 88-85  | 79-73   | 70-79 | 71-85  | 84-80  |        | 96-57  | 74-77  |        |
| Gravelines-Dunkerque | 108-106 | 70-80   |        | 63-64   | 71-74   | 73-79  | 80-88  |        |        | 64-58  | 92-80   |       | 63-79  |        |        |        | 90-61  | 73-91  |
| Le Mans              | 99-78   | 104-83  |        | 88-80   | 63-72   | 81-75  |        | 70-74  |        | 109-80 | 102-84  | 85-74 | 73-66  | 79-85  |        |        |        | 82-90  |
| Le Portel            | 97-88   | 98-79   | 74-90  |         |         | 71-78  | 84-86  |        | 76-85  |        |         |       | 60-83  | 76-85  |        |        | 79-69  | 72-103 |
| Limoges              | 88-75   |         | 80-83  | 75-73   | 92-79   |        |        | 77-71  |        | 66-65  |         | 69-75 | 66-86  |        | 99-87  | 77-70  |        | 77-61  |
| Lyon-Villeurbanne    | 78-69   | 69-79   | 104-71 | 95-70   | 83-76   | 85-76  |        | 103-86 |        | 94-69  | 94-84   |       |        |        | 97-80  | 76-68  |        |        |
| Monaco               | 86-71   | 98-67   | 94-89  |         |         |        |        | 67-62  |        |        |         | 79-59 |        | 79-69  | 108-76 | 89-76  | 71-65  | 86-70  |
| Nanterre             |         | 66-81   | 85-70  |         | 104-84  | 86-101 |        | 98-80  | 98-79  |        | 93-71   | 66-91 |        |        | 63-68  | 101-89 | 108-79 | 85-70  |
| Orléans              |         | 85-84   |        | 121-129 |         | 80-83  | 65-85  | 90-78  | 91-99  | 110-62 | 78-84   |       |        |        |        | 88-87  |        | 77-86  |
| Pau-Lacq-Orthez      |         | 110-114 | 87-93  | 92-86   | 75-82   | 82-83  |        | 89-80  | 85-64  | 64-57  |         |       | 75-101 |        | 82-60  |        |        | 74-73  |
| Roanne               | 83-68   |         |        | 108-94  | 96-89   |        | 87-93  | 81-109 | 100-84 |        | 73-89   | 69-73 |        | 79-102 | 82-81  | 97-100 |        | 83-84  |
| Strasbourg           |         | 81-97   |        | 95-75   | 69-83   | 75-80  | 72-82  |        |        |        | 105-100 | 88-89 | 83-98  | 90-93  | 77-80  | 69-65  |        |        |

### Classificação Fase Regular
| Pos. | Clube                | %V    | Jogos | Jogos | Jogos | Pontos | Pontos | %P+  | %P-  | Classificação           |
| Pos. | Clube                | %V    | J     | V     | D     | P+     | P-     | %P+  | %P-  |                         |
| ---- | -------------------- | ----- | ----- | ----- | ----- | ------ | ------ | ---- | ---- | ----------------------- |
| 1    | Dijon                | 87.5% | 24    | 21    | 3     | 2057   | 1788   | 85.7 | 74.5 | Playoffs                |
| 2    | Monaco               | 87%   | 23    | 20    | 3     | 1.948  | 1639   | 84.7 | 71.3 | Playoffs                |
| 3    | Lyon-Villeurbanne    | 82.6% | 23    | 19    | 4     | 1.944  | 1757   | 84.5 | 76.4 | Playoffs                |
| 4    | Boulogne-Levallois   | 70.8% | 24    | 17    | 7     | 2.163  | 2123   | 90.1 | 88.5 | Playoffs                |
| 5    | Bourg-en-Bresse      | 66.7% | 24    | 16    | 8     | 1.997  | 1934   | 83.2 | 80.6 | Playoffs                |
| 6    | Cholet Basket        | 58.3% | 24    | 14    | 10    | 1.930  | 1898   | 80.4 | 79.1 | Playoffs                |
| 7    | Nanterre             | 54.2% | 24    | 13    | 11    | 2.046  | 1972   | 85.3 | 82.2 | Playoffs                |
| 8    | Limoges              | 45.8% | 24    | 11    | 13    | 1.952  | 1958   | 81.3 | 81.6 | Playoffs                |
| 9    | Le Mans              | 45.8% | 24    | 11    | 13    | 1.963  | 1988   | 81.8 | 82.8 |                         |
| 10   | Chalon/Saône         | 41.7% | 24    | 10    | 14    | 1.977  | 2119   | 82.4 | 88.3 |                         |
| 11   | Strasbourg           | 39.1% | 23    | 9     | 14    | 1.879  | 1908   | 81.7 | 83   |                         |
| 12   | Orléans              | 37.5% | 24    | 9     | 15    | 2.000  | 2090   | 83.3 | 87.1 |                         |
| 13   | Pau-Lacq-Orthez      | 37.5% | 24    | 9     | 15    | 1.884  | 1981   | 78.5 | 82.5 |                         |
| 14   | Châlons-Reims        | 37.5% | 24    | 9     | 15    | 2.000  | 2044   | 83.3 | 85.2 |                         |
| 15   | Roanne               | 33.3% | 24    | 8     | 16    | 1.955  | 2105   | 81.5 | 87.7 |                         |
| 15   | Gravelines-Dunkerque | 29.2% | 24    | 7     | 17    | 1.833  | 1941   | 76.4 | 80.9 |                         |
| 17   | Boulazac             | 29.2% | 24    | 7     | 17    | 1.963  | 2040   | 81.8 | 85   | Rebaixados para a Pro B |
| 18   | Le Portel            | 17.4% | 23    | 4     | 19    | 1.742  | 1948   | 75.7 | 84.7 | Rebaixados para a Pro B |

## Playoffs

### Confrontos
|  | Quartas-de-final | Quartas-de-final | Quartas-de-final |  |  | Semifinais | Semifinais | Semifinais |  |  | Final | Final | Final |
|  |                  |                  |                  |  |  |            |            |            |  |  |       |       |       |
|  |                  |                  |                  |  |  |            |            |            |  |  |       |       |       |
|  |                  |                  |                  |  |  |            |            |            |  |  |       |       |       |
|  |                  |                  |                  |  |  |            |            |            |  |  |       |       |       |
|  |                  |                  |                  |  |  |            |            |            |  |  |       |       |       |
|  |                  |                  |                  |  |  |            |            |            |  |  |       |       |       |
|  |                  |                  |                  |  |  |            |            |            |  |  |       |       |       |
|  |                  |                  |                  |  |  |            |            |            |  |  |       |       |       |
|  |                  |                  |                  |  |  |            |            |            |  |  |       |       |       |
|  |                  |                  |                  |  |  |            |            |            |  |  |       |       |       |
|  |                  |                  |                  |  |  |            |            |            |  |  |       |       |       |
|  |                  |                  |                  |  |  |            |            |            |  |  |       |       |       |
|  |                  |                  |                  |  |  |            |            |            |  |  |       |       |       |
|  |                  |                  |                  |  |  |            |            |            |  |  |       |       |       |
|  |                  |                  |                  |  |  |            |            |            |  |  |       |       |       |
|  |                  |                  |                  |  |  |            |            |            |  |  |       |       |       |
|  |                  |                  |                  |  |  |            |            |            |  |  |       |       |       |
|  |                  |                  |                  |  |  |            |            |            |  |  |       |       |       |
|  |                  |                  |                  |  |  |            |            |            |  |  |       |       |       |

#### Quartas de final
| Time 1 | Série | Time 2 | 1º Jogo | 2º Jogo | 3º Jogo |
| ------ | ----- | ------ | ------- | ------- | ------- |
|        | -     |        |         |         |         |
|        | -     |        |         |         |         |
|        | -     |        |         |         |         |
|        | -     |        |         |         |         |

#### Semifinal
| Time 1 | Série | Time 2 | 1º Jogo | 2º Jogo | 3º Jogo | 4º Jogo | 5º Jogo |
| ------ | ----- | ------ | ------- | ------- | ------- | ------- | ------- |
|        | -     |        |         |         |         |         |         |
|        | -     |        |         |         |         |         |         |

#### Final
| Time 1 | Série | Time 2 | 1º Jogo | 2º Jogo | 3º Jogo | 4º Jogo | 5º Jogo |
| ------ | ----- | ------ | ------- | ------- | ------- | ------- | ------- |
|        | -     |        |         |         |         |         |         |

## Campeões
| Jeep® Élite 2019–20 Campeões |
| ---------------------------- |
| ?º Título                    |

## Leaders Cup 2020
|  | Quartas de final | Quartas de final   | Quartas de final  |       |                    | Semifinais | Semifinais | Semifinais |  |  | Final | Final             | Final |
|  |                  |                    |                   |       |                    |            |            |            |  |  |       |                   |       |
|  |                  |                    |                   |       |                    |            |            |            |  |  |       |                   |       |
|  |                  | Boulogne-Levallois | 82                |       |                    |            |            |            |  |  |       |                   |       |
|  |                  | Cholet             | 74                |       |                    |            |            |            |  |  |       |                   |       |
|  |                  | Cholet             | 74                |       | Boulogne-Levallois | 59         |            |            |  |  |       |                   |       |
|  |                  |                    |                   |       | Boulogne-Levallois | 59         |            |            |  |  |       |                   |       |
|  |                  |                    | Lyon-Villeurbanne | 88    |                    |            |            |            |  |  |       |                   |       |
|  |                  | Lyon-Villeurbanne  | Lyon-Villeurbanne | 88    | 91                 |            |            |            |  |  |       |                   |       |
|  |                  | Lyon-Villeurbanne  |                   |       | 91                 |            |            |            |  |  |       |                   |       |
|  |                  | Strasbourg         | 72                |       |                    |            |            |            |  |  |       |                   |       |
|  |                  |                    |                   |       |                    |            |            |            |  |  |       | Lyon-Villeurbanne | 69    |
|  |                  |                    |                   | Dijon | 77                 |            |            |            |  |  |       |                   |       |
|  |                  | Dijon              | 104               |       |                    |            |            |            |  |  |       |                   |       |
|  |                  | Bourg-en-Bresse    | 79                |       |                    |            |            |            |  |  |       |                   |       |
|  |                  | Bourg-en-Bresse    | 79                |       | Dijon              | 83         |            |            |  |  |       |                   |       |
|  |                  |                    |                   |       | Dijon              | 83         |            |            |  |  |       |                   |       |
|  |                  |                    | Monaco            | 81    |                    |            |            |            |  |  |       |                   |       |
|  |                  | Monaco             | Monaco            | 81    | 82                 |            |            |            |  |  |       |                   |       |
|  |                  | Monaco             |                   |       | 82                 |            |            |            |  |  |       |                   |       |
|  |                  | Nanterre           | 70                |       |                    |            |            |            |  |  |       |                   |       |

### Premiação
| Leaders Cup 2020 (Paris)  |
| França                    |
| ------------------------- |
| Campeão Dijon (2° título) |

## Clubes franceses em competições europeias
| Clube             | Competição        | Resultado                                                |
| ----------------- | ----------------- | -------------------------------------------------------- |
| Lyon-Villeurbanne | EuroLiga          |                                                          |
| Monaco            | EuroCopa          |                                                          |
| Limoges           | EuroCopa          | Eliminado na Fase de Grupos (6º no Grupo B com 2v - 8d)  |
| Nanterre          | EuroCopa          | Eliminado na Fase de Grupos (5º no Grupo C com 4v - 6d)  |
| Strasbourg        | Liga dos Campeões | Eliminado na Fase de Grupos (7º no Grupo A com 4v - 10d) |
| Pau-Lacq-Orthez   | Liga dos Campeões | Eliminado na Fase de Grupos (7º no Grupo B com 5v - 9d)  |
| Dijon             | Liga dos Campeões |                                                          |
| -                 | Copa Europeia     |                                                          |
| -                 | Copa Europeia     |                                                          |